# O!RUL8,2?
O!RUL8,2? (Oh, Are You Late Too?) ist die zweite EP der südkoreanischen Boygroup BTS, welche am 11. September 2013 über Big Hit Entertainment erschien. Auf der EP befinden sich zehn Lieder mit „N.O“ (Akronym für No offense) als Single.

## Hintergrund und Werbung
Am 27. August startete BigHit einen Countdown auf der offiziellen Website der Gruppe und veröffentlichte den ersten Comeback Trailer auf Youtube. Drei Tage später erschien die Titelliste und die Konzeptbilder. Der zweite Comeback-Trailer erschien am 4. September. Später veröffentlichte das Label zwei Teaser zum Musikvideo von „N.O“.
Den offiziellen TV-Comeback hatte BTS am 12. September bei Mnets M Countdown. Sie traten auch auf KBSs Music Bank, MBCs Music Core, SBSs Inkigayo und Arirang TVs Simply K-Pop auf. 2015 gab die Gruppe im Rahmen der Live Trilogy Episode I: BTS Begins zwei Konzerte, auf welchen sie die Lieder des Albums vorstellten.

## Musikvideos
Das Musikvideo zu N.O erschien am 10. September, einen Tag vor dem Album. Es zeigt wie die Mitglieder als Schüler in Uniform gegen das Bildungssystem rebellieren.

## Titelliste
| Nr.          | Titel                                 | Text                                          | Musik             | Länge |
| ------------ | ------------------------------------- | --------------------------------------------- | ----------------- | ----- |
| 1.           | Intro : O! RUL8,2                     | Pdogg RM                                      | Pdogg RM          | 1:11  |
| 2.           | N.O                                   | Bang Si-Hyuk Supreme Boi Suga RM Pdogg        | Pdogg             | 3:30  |
| 3.           | We On                                 | Suga RM J-Hope Pdogg                          | Pdogg             | 3:51  |
| 4.           | Skit: R U Happy Now?                  |                                               | Pdogg             | 2:28  |
| 5.           | If I Ruled the World                  | Suga RM J-Hope Pdogg                          | Slow Rabbit Pdogg | 04:07 |
| 6.           | Coffee                                | Suga RM J-Hope Urban Zakapa Pdogg Slow Rabbit |                   | 04:20 |
| 7.           | BTS Cypher Pt.1                       | Suga RM J-Hope Supreme Boi                    | Supreme Boi       | 2:11  |
| 8.           | 진격의 방탄 (Attack On Bangtan)       | Suga RM J-Hope Supreme Boi Pdogg              | Pdogg             | 04:07 |
| 9.           | 팔도강산 (Paldogangsan / Satoori Rap) | Suga RM J-Hope Pdogg                          | Pdogg             | 3:25  |
| 10.          | Outro: Luv in Skool                   | Slow Rabbit Pdogg                             | Slow Rabbit Pdogg | 1:26  |
| Gesamtlänge: | Gesamtlänge:                          | Gesamtlänge:                                  | Gesamtlänge:      | 30:36 |

## Kommerzieller Erfolg
Die EP erreichte Platz 4 der wöchentlichen und Platz 11 der monatlichen Gaon Album Charts. Es war das 55. meistverkaufte Album des Jahres in Korea.
| ChartsChartplatzierungen | Höchstplatzierung | Wochen |
| ------------------------ | ----------------- | ------ |
| Schweiz (IFPI)           | 62 (1 Wo.)        | 1      |
| Südkorea (KMCA)          | 4 (476 Wo.)       | 476    |

| ChartsJahrescharts (2013) | Platzierung |
| ------------------------- | ----------- |
| Südkorea (KMCA)           | 55          |

| ChartsJahrescharts (2014) | Platzierung |
| ------------------------- | ----------- |
| Südkorea (KMCA)           | 92          |

| ChartsJahrescharts (2015) | Platzierung |
| ------------------------- | ----------- |
| Südkorea (KMCA)           | 87          |

| ChartsJahrescharts (2016) | Platzierung |
| ------------------------- | ----------- |
| Südkorea (KMCA)           | 86          |

| ChartsJahrescharts (2018) | Platzierung |
| ------------------------- | ----------- |
| Südkorea (KMCA)           | 82          |

| ChartsJahrescharts (2019) | Platzierung |
| ------------------------- | ----------- |
| Südkorea (KMCA)           | 81          |

| ChartsJahrescharts (2021) | Platzierung |
| ------------------------- | ----------- |
| Südkorea (KMCA)           | 85          |